# Pierre Jarawan

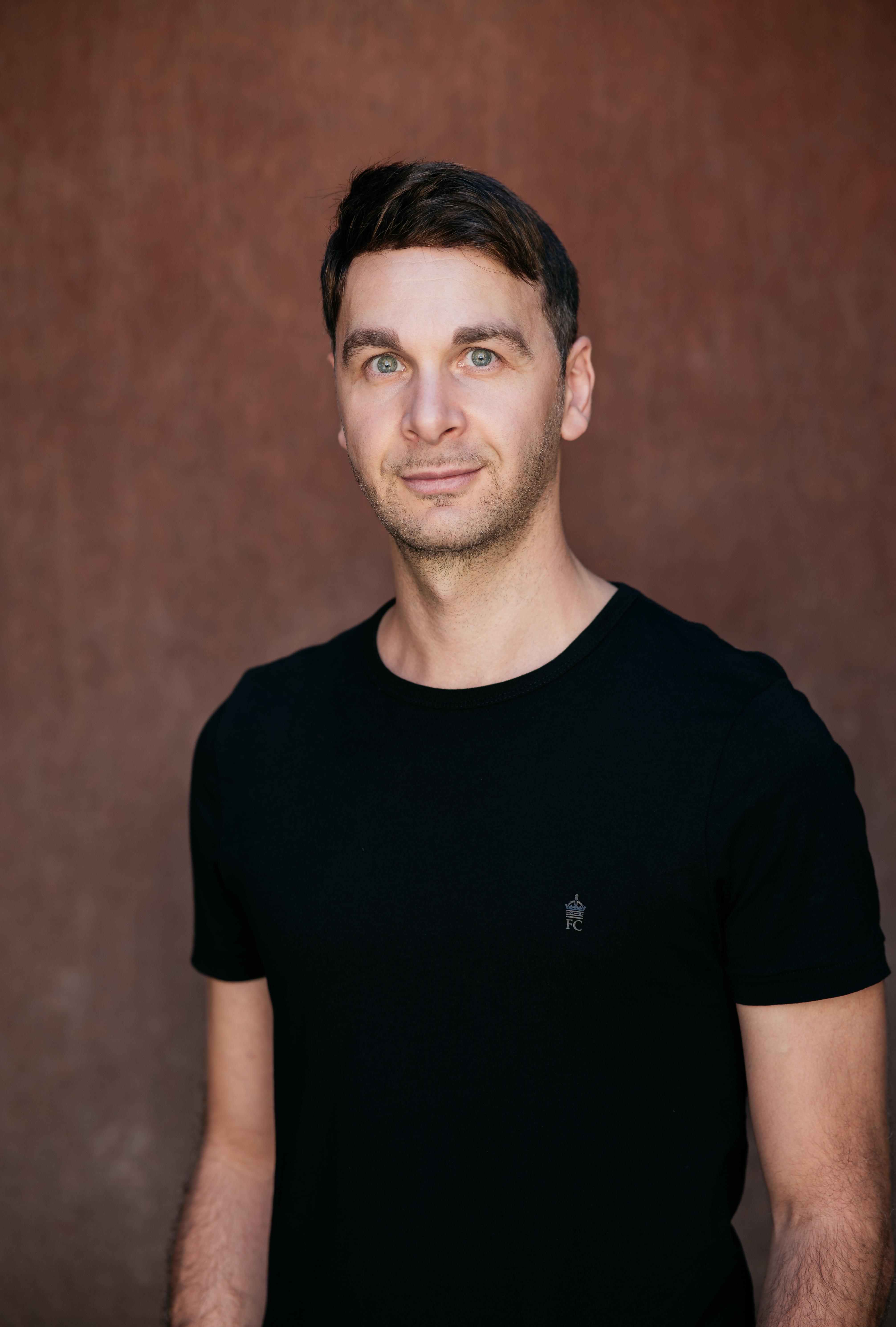
Pierre Jarawan (2023)

Pierre Jarawan (* 1985 in Amman, Jordanien)  ist ein deutscher Schriftsteller. Er lebt in München.

## Leben
Pierre Jarawan ist Autor, Moderator und freier Fotograf. Er wurde 1985 als Sohn eines libanesischen Vaters und einer deutschen Mutter in Amman, Jordanien, geboren, nachdem seine Eltern den Libanon wegen des Bürgerkriegs verlassen hatten. Im Alter von drei Jahren kam er nach Deutschland und wuchs in Kirchheim unter Teck nahe Stuttgart auf. Er absolvierte ein B.A.-Studium der Germanistik und Anglistik, bevor er anschließend 2010 für ein Aufbaustudium der Film-, Theater- und Fernsehkritik an die Münchner Hochschule für Fernsehen und Film ging.
Von 2009 an trat Pierre Jarawan bei Poetry Slams auf, wobei er verschiedene Preise gewann. 2012 wurde er internationaler deutschsprachiger Meister im Poetry Slam. Während seiner aktiven Zeit zählte er zu den erfolgreichsten Bühnenpoeten im deutschsprachigen Raum. 2013 nahm er an der Poetryslam-Weltmeisterschaft in Paris teil.
Zunächst veröffentlichte Jarawan seine Bühnentexte, 2016 dann den Roman Am Ende bleiben die Zedern, der 2015 mit dem Literaturstipendium der Stadt München gefördert worden war und für den er 2016 u. a. den Bayerischen Kunstförderpreis erhielt. Außerdem erhielt der Roman eine Nominierung für den mit 10.000 € dotierten Ulla-Hahn-Autorenpreis. Sein Debütroman wurde mit dem AZ-Literaturstern des Jahres ausgezeichnet und als bestes deutschsprachiges Debüt beim Festival du Premier Roman in Chambéry vorgestellt. In seinem Romandebüt schildert Pierre Jarawan die Suche des Jungen Samir nach seinem verschwundenen Vater im Libanon. Das Buch wurde in viele Sprachen übersetzt und ein internationaler Bestseller.
Im Frühjahr 2020 erschien sein zweiter Roman Ein Lied für die Vermissten. Das Werk wurde mit einem Arbeitsstipendium des Freistaats Bayern gefördert und stand in der englischen Übersetzung auf der Longlist des International Dublin Literary Award.
Jarawan war 2022 Mitgründer des PEN Berlin.